# Gérard Bonnet (homme politique)
Pour les articles homonymes, voir Gérard Bonnet et Bonnet.
Gérard Bonnet, né le 27 septembre 1944 à Brandonnet (Aveyron) et mort le 5 octobre 2016 à Brive-la-Gaillarde, est un homme politique français. Il est élu en 2012 président du conseil général de la Corrèze, en remplacement de François Hollande, une fonction qu'il occupe jusqu’en 2015.

## Biographie
Il naît le 27 septembre 1944 à Brandonnet
, (Aveyron).

### Activité professionnelle
Gérard Bonnet est admis en 1971 au concours de l'école nationale du Trésor public « promotion Georges Brassens ». Ancien trésorier principal, il était surnommé « Colbert » par ses collègues. Une mobilité professionnelle le fait rejoindre temporairement le corps préfectoral : il devient directeur de cabinet du préfet de la Creuse.

### Carrière politique
Maire de Brandonnet de 1977 à 1983, puis conseiller municipal de 1983 à 1989, Gérard Bonnet est élu en 2004 conseiller général du canton d'Ayen à la suite d'une triangulaire. Réélu en 2008 au premier tour, il devient vice-président du conseil général chargé des finances. En janvier 2012, en tant que vice-président PS du Conseil général de la Corrèze, s'exprimant sur la situation financière du département, il avait déclaré « La Corrèze n'est pas la Grèce ».
Le 25 mai 2012, Gérard Bonnet, âgé de 67 ans, est élu président du conseil général de la Corrèze par 20 voix contre 17 à son adversaire UMP Claude Nougein.
En mars 2015, il est élu conseiller départemental du canton de l'Yssandonnais en tandem avec Pascale Boissieras. Ils ont pour suppléants Christian Bouzon et Marie-Thérèse Pignol.
Cependant, la victoire de la droite aux départementales de 2015 ne lui permet pas de prétendre à sa propre succession à la tête du nouveau Conseil départemental. Pascal Coste lui succède.
Gérard Bonnet meurt à Brive-la-Gaillarde des suites d'un cancer le 5 octobre 2016 à l'âge de 72 ans,. Gérard Bonnet est nommé chevalier dans l’Ordre national de la Légion d’Honneur, par François Hollande. Touché par le décès de son ami, le président de la République salue sa mémoire. Les obsèques de Gérard Bonnet se dérouleront à Objat, François Hollande qui devait venir en visite dans le département ce jour-là, assistera à la cérémonie. L'enterrement aura lieu en Aveyron dans l'intimité familiale à Brandonnet. Christian Bouzon, premier adjoint à Chabrignac prendra la succession de Gérard Bonnet dans l'hémicycle départemental. 

### Vie privée
Gérard Bonnet est père de deux garçons.